# Saint-Denis-sur-Scie
Saint-Denis-sur-Scie is een gemeente in het Franse departement Seine-Maritime (regio Normandië) en telt 386 inwoners (1999). De plaats maakt deel uit van het arrondissement Dieppe.

## Geografie
De oppervlakte van Saint-Denis-sur-Scie bedraagt 8,7 km², de bevolkingsdichtheid is 44,4 inwoners per km².
De onderstaande kaart toont de ligging van Saint-Denis-sur-Scie met de belangrijkste infrastructuur en aangrenzende gemeenten.

## Demografie
Onderstaande figuur toont het verloop van het inwonertal (bron: INSEE-tellingen).